# Skeppslista för Svenska Ostindiska Companiet
Svenska Ostindiska Companiet (SOIC) var ett svenskt handelskompani som handlade med Östasien, framförallt Kina, ifrån Göteborg. Under de första åren var resorna mycket lönsamma för att under slutet av 1700-talet nästan alltid gå med förlust. Totalt genomfördes 132 expeditioner. Kompaniet lades ner 1813. Det som följer är en lista över kompaniets resor från 1731 till 1806.

## Skeppslista

### 1:a oktrojen
14 juni 1731 – 14 juni 1746
Friedericus Rex Sueciae
Byggd på Terra Nova, 200 läster, 20 kanoner, 100 man, fem resor.
1:a resan: till Kanton, 9 februari 1732–27 augusti 1733.
2:a resan: till Kanton, 25 februari 1735–31 juli 1736.
3:e resan: till Kanton, 1 december 1737–13 juli 1739.
4:e resan: till Bengalen, 5 april 1740–18 oktober 1742.
5:e resan: till Kanton, 1 januari 1744–12 augusti 1745.
Drottning Ulrica Eleonora
Tidigare engelska ostindieskeppet Heathcote, 250 läster, 103 man, en resa.
1:a och enda resan: till Porto Novo och Bengalen, utresa 9 februari–12 september 1733, hemresa 2 februari 1734—13 februari 1735.
Tre Cronor
Byggd utomlands, 225 läster, 28 kanoner, en resa.
1:a och enda resan: till Kanton, februari 1736–4 juli 1737.
Suecia
Byggd på Terra Nova, 238 läster, 28 kanoner, 120 man, två resor.
1:a resan: till Kanton, 1 februari 1737–28 augusti 1738.
2:a resan till Bengalen, januari 1739, förliste under hemresan utanför ön North Ronaldsay i Orkney den 18 november 1740.
Götheborg
Byggd på Terra Nova, 340 läster, 30 kanoner, 120 man, tre resor.
1:a resan gick till Kanton, januari 1739–15 juni 1740.
2:a resan till Kanton, 16 februari 1741–28 juli 1742.
3:e resan till Kanton, 14 mars 1743, förliste under hemresan vid Nya Älvsborg den 22 september 1745.
Stockholm
Byggd på Clasons varv, 260 läster, 28 kanoner, 120 man, tre resor.
1:a resan gick till Kanton, december 1737–13 juli 1739.
2:a resan till Kanton, 5 april 1740–18 oktober 1742.
3:e resan till Kanton, 9 januari 1745, förolyckad i hamninloppet till Lerwick den 12 januari under utresan.
Riddarhuset
Byggd på Clasons varv, 340 läster, 30 kanoner, 135 man, två resor.
1:a resan till Kanton, 22 mars 1740–18 oktober 1742.
2:a resan till Kanton, 22 april 1743–12 september 1745.
Calmar
Byggd i Kalmar, 254 läster, 22 kanoner, 100 man, tre resor.
1:a resan till Kanton, 14 mars 1741–25 augusti 1743.
2:a resan till Kanton, 1 januari 1744–12 augusti 1745
3:e resan till Kanton, 13 februari 1746–25 maj 1748.
Drottningen af Swerige
Byggd i Stockholm, 387 läster, 30 kanoner, 130 man, två resor.
1:a resan till Kanton, 10 januari 1742–25 juli 1744.
2:a resan planerat till Kanton, 9 januari 1745–, förliste den 12 januari 1745 i hamninloppet till Lerwick under utresan.
Cronprinsessan Lovisa Ulrica
320 läster, 24 kanoner, 120 man, en resa.
Enda resan till Kanton, 30 januari 1746–6 oktober 1747.
Freeden
Byggd på Terra Nova, 260 läster, 22 kanoner, 120 man, en resa.
Enda resan till Kanton, 30 januari 1746–8 september 1747.
Cronprinsen Adolph Friederic
Byggd på Stora stadsvarvet, 387 läster, 27 kanoner, 140 man, en resa.
Enda resan till Kanton, 13 februari 1746–25 juni 1748.

### 2:a oktrojen
17 juni 1746 – 17 juni 1766
Prins Gustaf
Byggd på Terra Nova, 236 läster, 28 kanoner, 130 man, en resa.
Hemkomst för enda resan: 25 augusti 1748.
Götha Leijon
310 läster, 28 kanoner, 120 man, tre resor.
Hemkomst för sista resan: 7 juli 1754.
Freeden
Övertagen från 1:a oktrojen.
Byggd på Terra Nova, 260 läster, 22 kanoner, 130 man, en resa.
Hemkomst för enda resan till Kanton: 11 juli 1749.
Såldes i Cadiz 1750
Hoppet
Byggd på Terra Nova, 280 läster, 28 kanoner, 130 man, två resor.
Hemkomst för sista resan; 9 juni 1754
Cronprinsessan Lovisa Ulrica
Övertagen från 1:a oktrojen.
320 läster, 24 kanoner, 120 man, en resa.
Hemkomst för sista resan; 5 juli 1750
Enigheten
Byggd på Djurgårdsvarvet, 375 läster, 28 kanoner, 140 man, fyra resor.
Hemkomst för sista resan; 1 september 1758
Cronprinsen Adolph Friederic
Övertagen från 1:a oktrojen.
Byggd på Stora stadsvarvet, 387 läster, 26 kanoner, 140 man, två resor.
Hemkomst för sista resan; 3 juli 1754
Prins Carl
Byggd på Clasons varv, 350 läster, 30 kanoner, 140 man, sex resor.
Hemkomst för sista resan: 3 september 1766.
Prins Friederic Adolph
Byggd på Terra Nova, 398 läster, 26 kanoner, 130 man, tre resor.
Förliste utanför Dongshaöarna i Kinesiska sjön, 3 september 1761, på den 4:e utresan.
Prinsessan Sophia Albertina
Byggd på Stora stadsvarvet, 402 läster, 26 kanoner, 134 man, tre resor.
Hemkomst för sista resan: augusti 1761.
Stockholms Slott
Byggd på Stora stadsvarvet, 454 läster, 31 kanoner, 154 man, tre resor.
Hemkomst för sista resan: 16 augusti 1767.
Riksens Ständer
Byggd på Terra Nova, 460 läster, 34 kanoner, 170 man, tre resor.
Finland
Byggd på Stora stadsvarvet, 450 läster, 30 kanoner, 150 man, två resor.

### 3:e oktrojen
17 juni 1766 – 17 juni 1786
Adolph Friederic
Ombyggd på Djurgårdsvarvet 1766, 450 läster, 24 kanoner, 140 man, sju resor.
Hemkomst för sista resan; 24 juli 1786
Lovisa Ulrica
Byggd på Djurgårdsvarvet, 380 läster, 24 kanoner, 140 man, fyra resor.
Hemkomst för sista resan; 25 juli 1783
Ombyggd till linjeskepp 1790.
Cronprins Gustaf
Ritad av F. H. af Chapman, 480 läster, 28 kanoner, 154 man, sex resor till Kanton.
1:a avresan till Kanton: 19 december 1767.
6:e hemkomsten från Kanton: 22 juli 1786.
Riksens Ständer
Övertagen från 2:a oktrojen.
Byggd på Terra Nova, 460 läster, 16 kanoner, 150 man, en resa.
Hemkomst för sista resan: 17 juni 1770.
Finland
Övertagen från 2:a oktrojen.
Byggd på Stora stadsvarvet, 450 läster, 20 kanoner, 150 man, fem resor.
Hemkomst för sista resan; 31 juli 1781.
Stockholms Slott
Övertagen från 2:a oktrojen.
Byggd på Stora stadsvarvet, 454 läster, 16 kanoner, 140 man, tre resor.
Hemkomst för sista resan; 10 juni 1778
Drottning Sophia Magdalena
Byggd på Stora stadsvarvet, 485 läster, 18 kanoner, 150 man, fyra resor.
Terra Nova
Byggd på Terra Nova, 503 läster, 18 kanoner, 150 man, fyra resor.
Hemkomst för sista resan; 29 juni 1786.
Gustaf III
Byggd på Djurgårdsvarvet, 512 läster, 18 kanoner, 155 man, fyra resor.
Sjösatt den 28 september 1775, klockan 16.15 i närvaro av Prins Carl och kaptenen vid Ostindiska kompaniet, Gabriel Ström.
Gustaf Adolph
Byggd på Stora stadsvarvet, 518 läster, 18 kanoner, 150 man, en resa; påbörjad 29 april 1784 och avslutad 29 juni 1786.

### 4:e oktrojen
17 juni 1786 – 17 juni 1806
Gustaf Adolph
Övertagen från 3:e oktrojen.
Byggd på Stora stadsvarvet, 518 läster, 18 kanoner, 150 man, tre resor.
Sista resan avslutades i oktober 1800 i Dover (istället för i Göteborg som planerat) på grund av skeppets dåliga skick. Skeppet såldes på plats efter att lasten hade förts över till två mindre skepp.
Drottning Sophia Magdalena
Övertagen från 3:e oktrojen.
Byggd på Stora stadsvarvet, 500 läster, 18 kanoner, 150 man, fyra resor.
Förliste vid Deal i Engelska kanalen, 27 november 1801, under 5:e hemresan.
Götheborg
Byggd på varvet Viken i Göteborg, 530 läster, 20 kanoner, 170 man, två resor.
Förliste i Taffelbukten, 8 mars 1796, under 3:e utresan.
Cronprins Gustaf
Övertagen från 3:e oktrojen.
Ritad av F. H. af Chapman, 488 läster, 18 kanoner, 150 man, en resa.
Hemkomst för sista resan; 13 maj 1790
Gustaf III
Övertagen från 3:e oktrojen.
Byggd på Djurgårdsvarvet, 499 läster, 29 kanoner, 160 man, fem resor.
Stormasten kapades i juli 1798 efter att skeppet fastnat på Goodwin Sands.
Hemkomst för sista resan: 1 november 1805.
Drottningen
Byggd på varvet Viken i Göteborg, 542 läster, 20 kanoner, 150 man, tre resor.
Strandade på Humberön vid Arendal i Norge, 10 januari 1803, under 3:e utresans första natt.
Maria Carolina
Byggd i Frankrike, 320 läster, 10 kanoner, 80 man, tre resor.
Hemkomst för sista resan: 1 mars 1806.
Östergöthland
Byggd i Norrköping, 266 läster, 14 kanoner, 56 man, två resor.
Hemkomst för sista resan: 1 maj 1804.
Westergöthland
Byggd på Gamla varvet i Göteborg, 162 läster, 8 kanoner, en resa.
1:a resan gick till Bengalen, sedan såldes hon i Amsterdam 1802.
Fredrica
Köpt i Isle de France, 243 läster, 12 kanoner, 56 man, tre resor.
Hemkomst för sista resan: 1 januari 1806.
Prinsessan
Byggd i Karlskrona, 283 läster, 16 kanoner, 70 man, två resor.
Hemkomst för sista resan: 11 maj 1805.
Wasa
Byggd i Karlskrona, 477 läster, 20 kanoner, 167 man, en resa.
Hemkomst för enda resan: 18 augusti 1805.